# Simone Records
 (mars 2022).
Si vous disposez d'ouvrages ou d'articles de référence ou si vous connaissez des sites web de qualité traitant du thème abordé ici, merci de compléter l'article en donnant les références utiles à sa vérifiabilité et en les liant à la section « Notes et références ».
Simone Records est une maison de disques québécoise fondée en 2006 par Sandy Boutin.

## Artistes produits
- Louis-Jean Cormier
- Karkwa
- Julien Sagot
- Marie-Pierre Arthur
- Pascale Picard
- Les Hay Babies
- Caroline Savoie
- Laura Sauvage
- Laurence Hélie
- Stéphanie Lapointe
- Ariane Moffatt
- Forêt
- Dany Placard
- David Marin
- Louis-Philippe Gingras
- Blood and Glass
- Ingrid St-Pierre
- Klaus
- The Seasons
- Hubert Lenoir
- Zen Bamboo
- Camaromance
- Mat Vezio
- Random Recipe
- Dan San
- Chapelier Fou
- Dear Criminals
- Talisco
- Ropoporose
- Pop de Jam